# Grass Island (ö i Sydgeorgien och Sydsandwichöarna)
Grass Island är en ö i Sydgeorgien och Sydsandwichöarna (Storbritannien). Den ligger i den nordvästra delen av Sydgeorgien och Sydsandwichöarna. Arean är 0,31 kvadratkilometer.
Terrängen på Grass Island är lite kuperad. Öns högsta punkt är 75 meter över havet. Den sträcker sig 0,7 kilometer i nord-sydlig riktning, och 0,6 kilometer i öst-västlig riktning.  Trakten runt Grass Island består i huvudsak av gräsmarker.